# Pavillon chinois

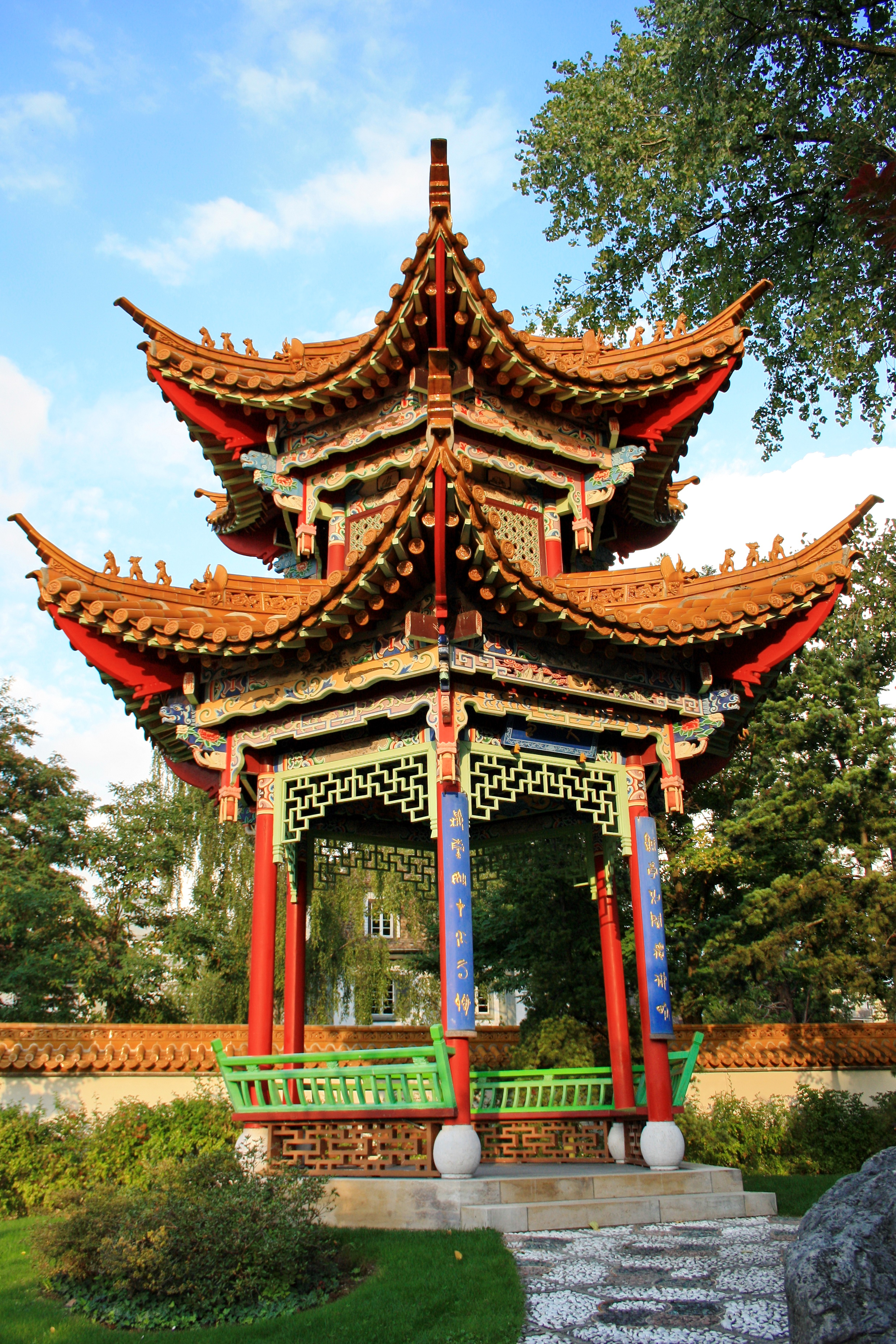
Pavillon chinois dans le Jardin chinois de Zürich.

Un pavillon chinois (chinois 亭, pinyin tíng) est un pavillon de jardin d'architecture traditionnelle chinoise. Bien que fréquemment présents dans des temples, ces pavillons ne sont pas exclusivement des structures religieuses.
De nombreux parcs et jardins chinois comportent des pavillons offrant une aire de repos et un espace ombragé. Ces pavillons sont généralement ronds, carrés, hexagonaux ou octogonaux, bien que d'autres designs sont rencontrés tel le pavillon de la Longévité, à double anneau, situé dans le parc du Temple du Ciel à Pékin.
En Europe, à partir du XVIIIe siècle, la mode des fabriques de jardins d'inspiration chinoise va se développer.

## Pavillons chinois en Chine

### Liste non exhaustive
- Pavillon de l'Harmonie suprême
- Pavillon de la Longévité
- Pavillon de l'Union

### Galerie

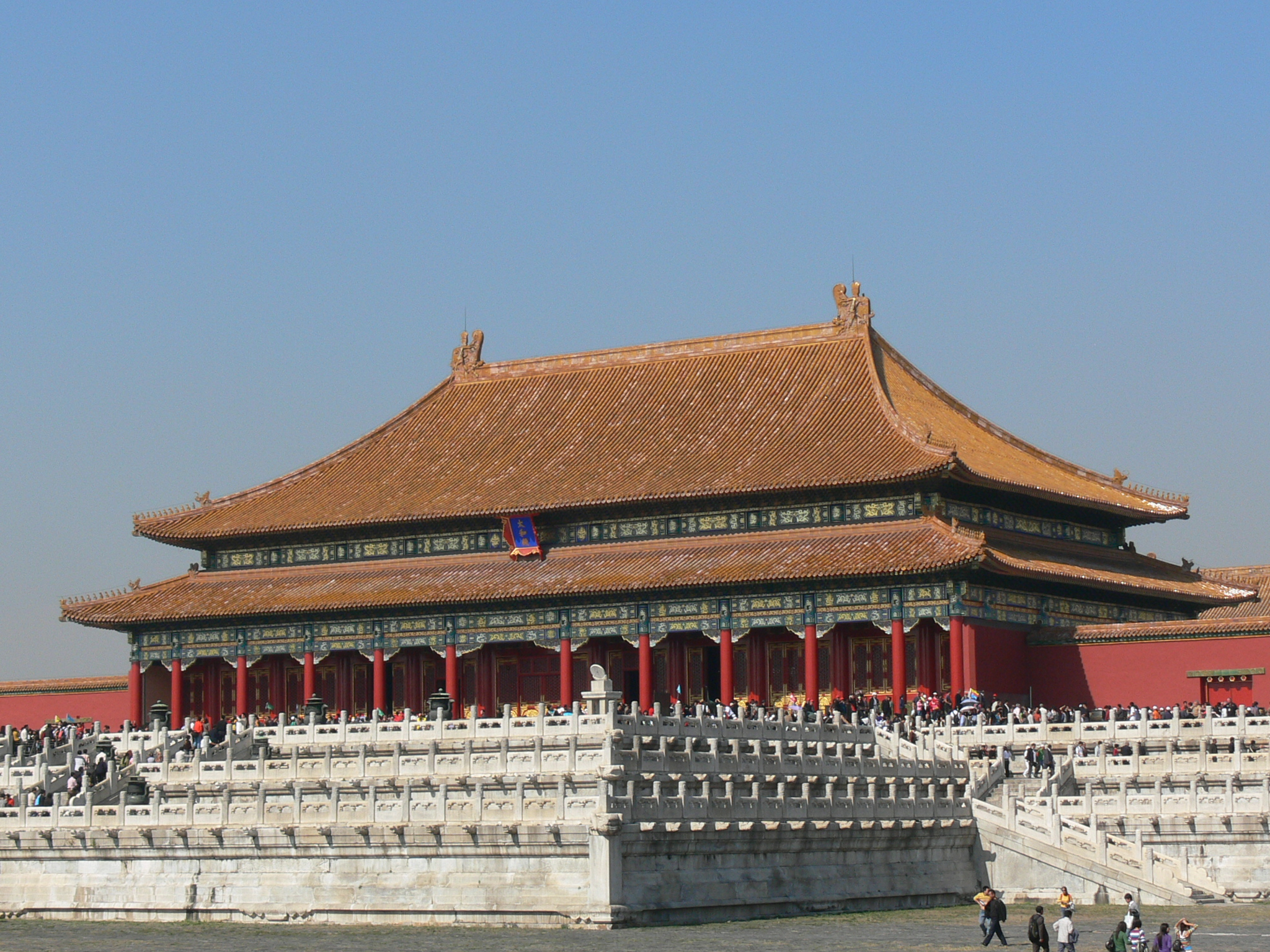
Pavillon de l'Harmonie suprême.
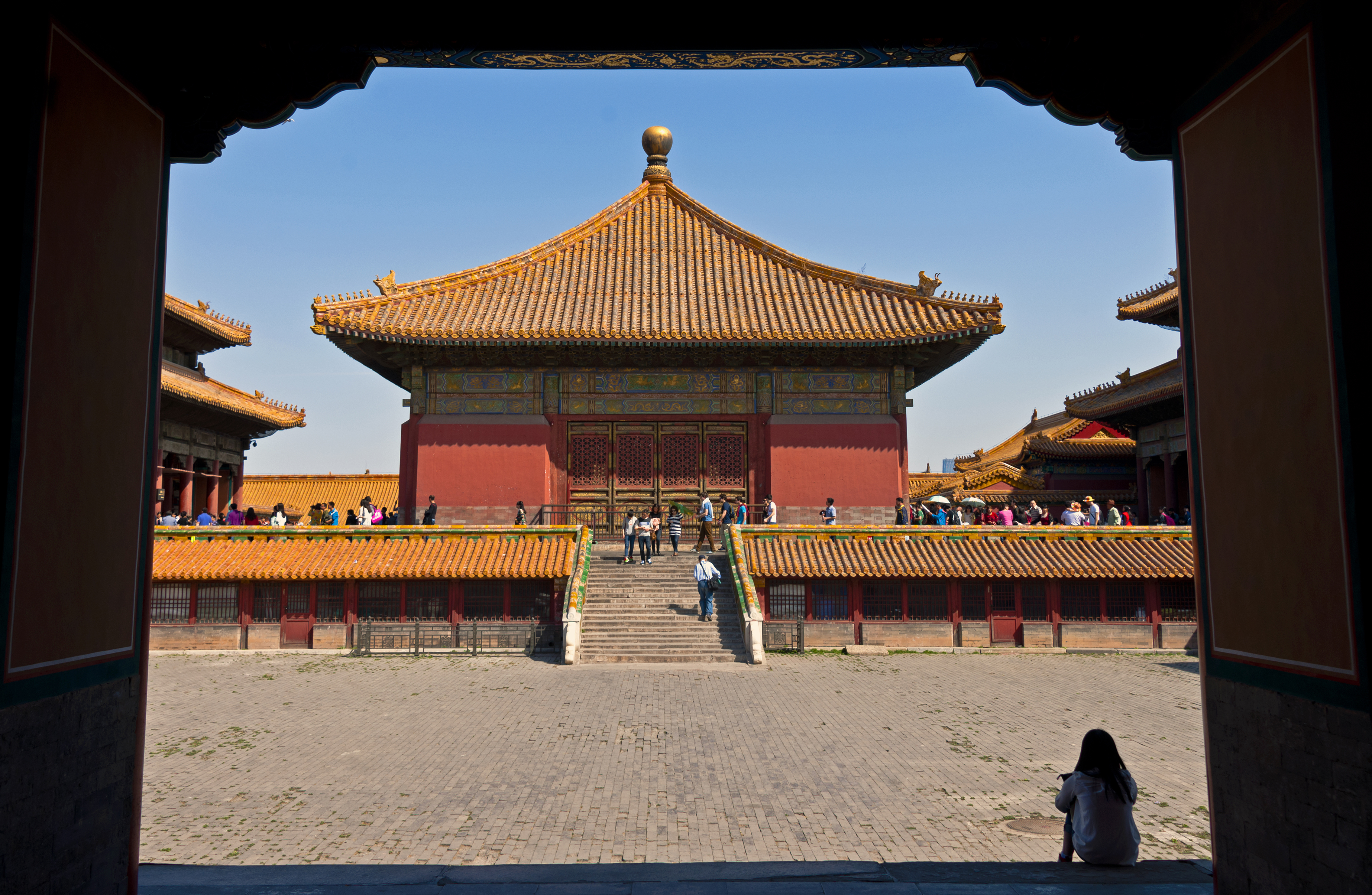
Pavillon de l'Union.

## Pavillons chinois en Europe

### Liste non exhaustive

#### Belgique
- Pavillon chinois de Bruxelles (1903).

#### France
- Pavillon chinois du château de Cassan, à L'Isle-Adam (1781-1785).
- Pavillon chinois du quartier Chantenay à Nantes.

#### Suède
- Pavillon chinois de Drottningholm sur l'île de Lovön (1763-1769).

#### Suisse
- Pavillon du jardin chinois de Zurich.

### Galerie

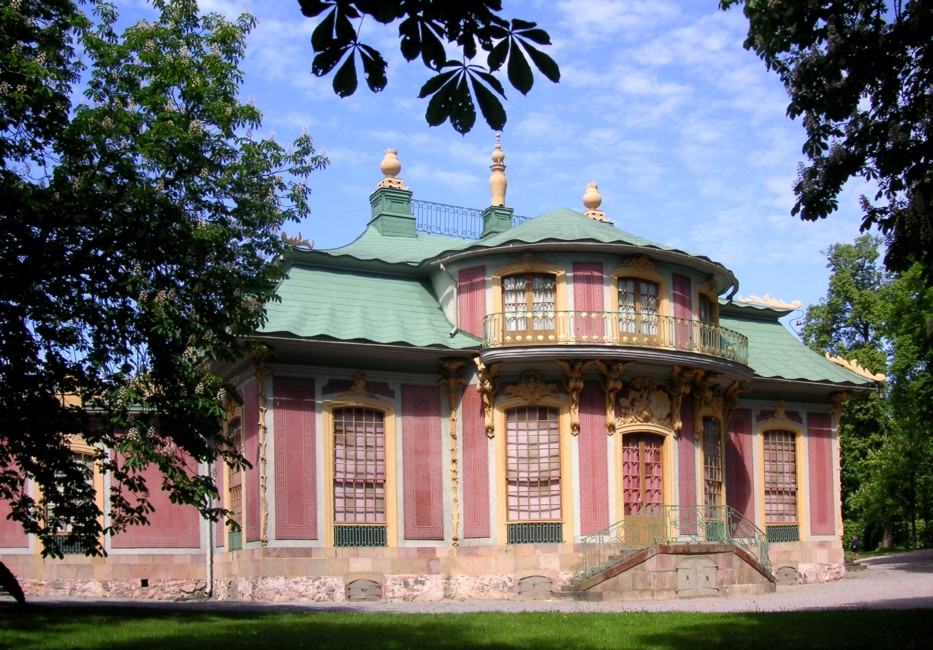
Pavillon chinois de Drottningholm en Suède (1763-1769).
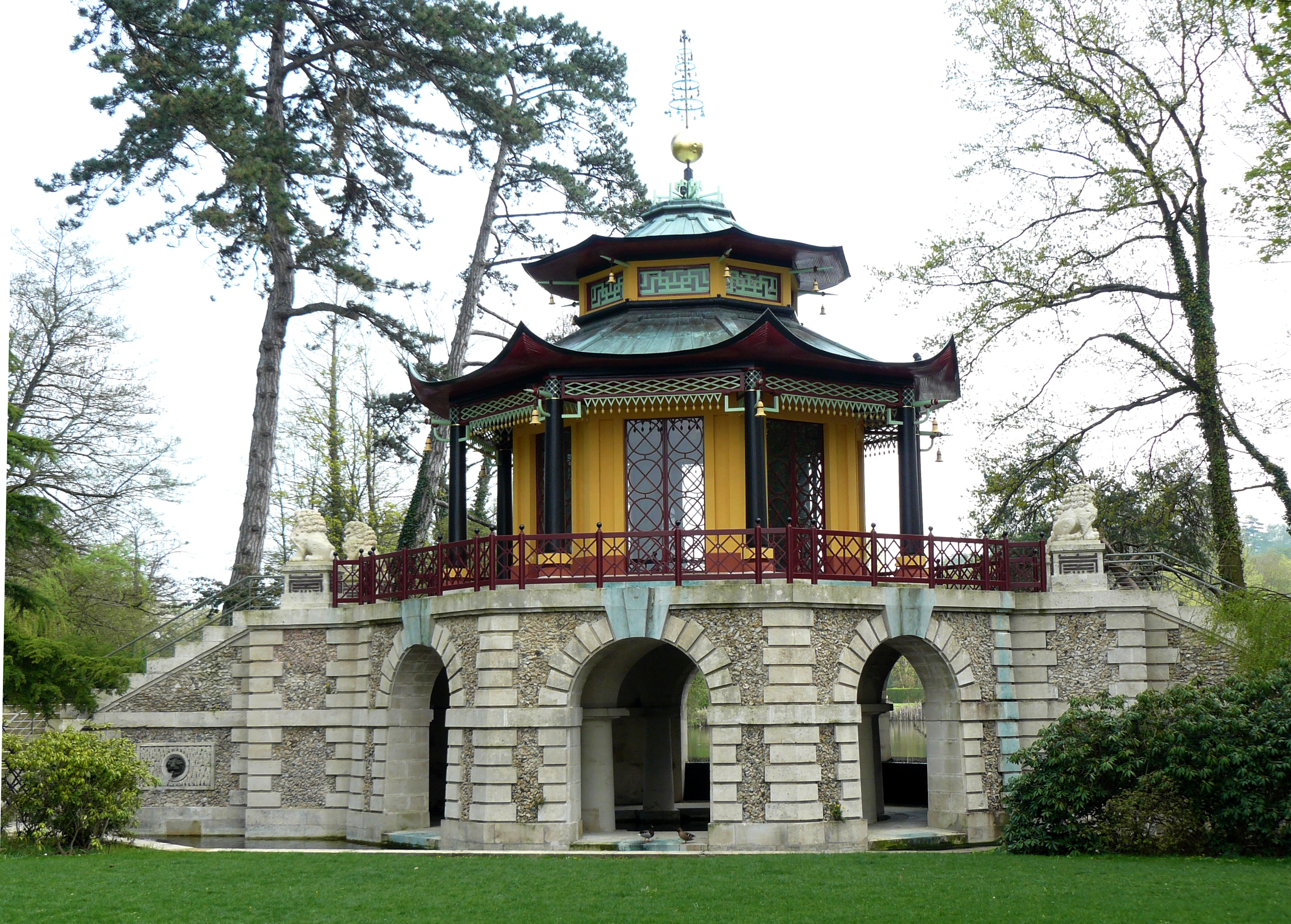
Pavillon chinois du château de Cassan, L'Isle-Adam (1781-1785)[1].
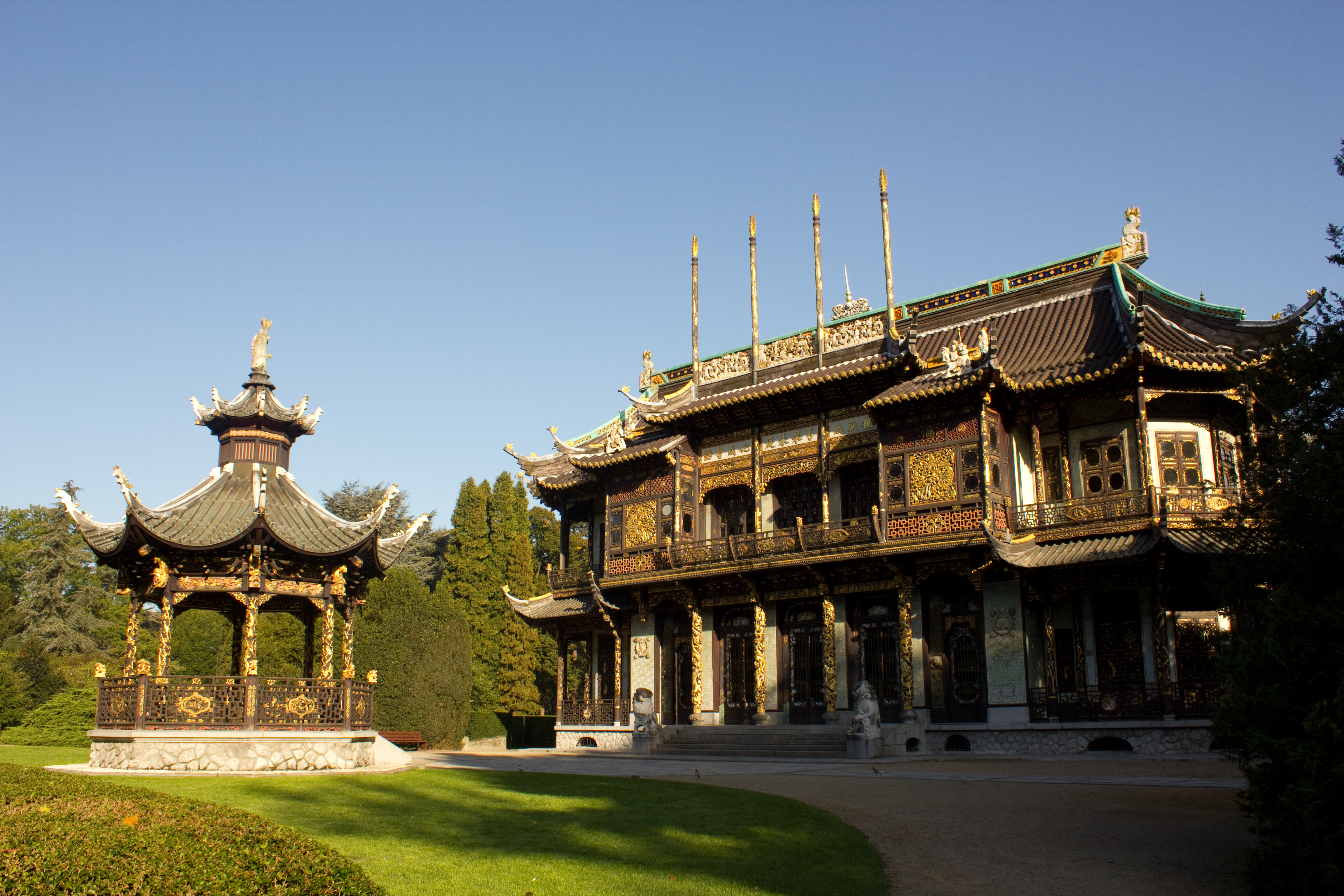
Pavillon chinois à Bruxelles (1903).